# Љгов
Љгов (рус. Льгов) град је у Русији у Курској области. Према попису становништва из 2010. у граду је живело 21453 становника.

## Становништво
| 1939. | 1959.  | 1970.  | 1979.  | 1989.  | 2002.  | 2010.  |
| ----- | ------ | ------ | ------ | ------ | ------ | ------ |
| 7.732 | 21.328 | 25.110 | 26.523 | 25.643 | 23.783 | 21.453 |